# 芒珀 (內布拉斯加州)
芒珀（英語：Mumper）是位於美國內布拉斯加州加登縣的非建制地區。

## 歷史
芒珀的郵局於1896年設立，其後於1943年停運。

## 地理
芒珀所處的海拔為高於海平面1174米（即3852英呎），而該地所採用的時區為UTC-7，即北美山地时区（MST）。同時該地設有夏令時間，為UTC-7調快一小時，即UTC-6（MDT）。